# 朱慶瀾
朱 慶瀾（しゅ けいらん）は、清末民初の軍人・政治家。清末の新軍軍人で、民国が成立した後は、黒竜江将軍、広東省長などを歴任した。奉天派にも属したが、政治的立場としては孫文（孫中山）にも同情的であった。字は子橋。本貫は浙江省紹興府山陰県。

## 事跡

### 清末の活動
父は府の役所で幕僚をつとめていた。しかし朱慶瀾の幼年時代に家庭が没落し、一家で奉天省錦州に移住している。朱慶瀾は、当初は学問を志していた。しかし1893年（光緒19年）に錦州の巡防営に入隊し、軍功をあげて次第に昇進して5つの営の統領となった。
1904年（光緒30年）に、趙爾巽が盛京将軍に就任すると、朱慶瀾はその配下として活躍する。営務処督弁に任命されて奉天省の軍事改革に尽力した。1906年（光緒32年）には、趙爾巽の直属部隊の統領として瀋陽に駐留している。
1909年（宣統元年）6月、趙爾巽が四川総督に転任する。朱慶瀾もこれに随従して四川省入りし、陸軍第33混成協協統に任命された。1911年（宣統3年）2月、同協は第17鎮に昇格し、朱慶瀾がその統制（指揮官）となった。朱慶瀾は、程潜・方声濤などの日本留学経験の軍人たちを招聘し、軍の強化に努めた。
同年、新たに四川総督に就任した趙爾豊が四川鉄道保護運動（保路運動）を武力鎮圧しようとしたため、省内は騒乱状態となる。まもなく、武昌蜂起に呼応する形で、革命派の大漢四川軍政府が成都に成立し、四川省咨議局議長蒲殿俊が都督に、朱慶瀾が副都督に推戴された。朱慶瀾が副都督として推薦を受けることができたのは、四川保路運動の武力鎮圧に消極的だったことも理由である。しかし、給料遅配に不満を抱いた四川軍兵士たちの暴動が就任後すぐに発生し、鎮圧できなかった蒲殿俊と朱慶瀾は下野に追い込まれた。

### 黒龍江統治
1912年（民国元年）3月、袁世凱の命により、軍事に暗い黒竜江都督宋小濂を補佐するため、朱慶瀾が黒竜江督署参謀長に任命された。1913年（民国2年）8月に宋小濂が辞任すると、後任の畢桂芳の護理を経て、同年10月、朱慶瀾は護軍使兼民政長に任命された。1914年（民国3年）5月、民政長から巡按使に改めて任命され、6月、護軍使から鎮安右将軍に改めて任命された（いわゆる黒竜江将軍）。
1915年（民国4年）9月、朱慶瀾は他の14省の将軍と共に袁世凱の皇帝即位を支持する電文を打つ。12月に一等子爵に封じられた。しかし、袁世凱が皇帝即位を取り消す前後の、1916年（民国5年）5月、黒竜江第1師師長許蘭洲・同師参謀長李景林の軍事圧力を受けて、朱慶瀾は下野に追い込まれた。
なお、朱慶瀾による4年間の黒竜江統治は堅実なものであった。保安隊組織による社会秩序の安定、開墾事業の展開、公道建設、福祉・救済事業の重視など、軍政・民政のいずれでも実績を残している。また、日頃の質朴な生活態度は、黒竜江の人々に感銘を与えたとされる。

### 張作霖の下での活躍
同年6月、袁世凱が死去すると、10月に朱慶瀾は広東省長に任命された。しかし、赴任後の朱慶瀾は、南北対立だけでなく、南方政府内における孫文派と桂系派との内紛にも巻き込まれる複雑な立場に追いやられている。その中で朱慶瀾は、次第に孫文への支持を強めていく。朱慶瀾は1917年（民国6年）に下野したものの、その際に軍権を孫文派の陳炯明に委ねた。
その後、孫文の推薦を受けた朱慶瀾は、1922年（民国11年）10月に張作霖から中東鉄路護路軍総司令に任命される。同年12月には、東省特別行政区（中東鉄路沿線地域）行政長官も兼任した。朱慶瀾は、ソ連との外交交渉も支援し、1924年（民国13年）9月には「中華民国東三省自治政府とソビエト連邦の協定」（いわゆる「奉ソ協定」。中国では「奉俄協定」）の締結に貢献した。また、内政でも産業振興や現地商人の交易権保護に成果をあげている。しかし、1924年（民国13年）10月、第2次奉直戦争を勃発させた張に反対して辞任した。

### 晩年
以後の朱慶瀾は、在野にあって社会福祉・救済事業に専念した。満洲事変勃発後は、抗日を唱えつつ、戦争被災者救済や文化財産保護等に奔走している。1939年（民国28年）からは、戦争被災者救済のために、陝西省で開墾事業を展開した。これらの活動は、中国国民党・中国共産党双方からも高い評価を受けている。
1941年（民国30年）1月13日、朱慶瀾は西安で病没した。享年68。